# دوست‌پسر مطلق من
دوست‌پسر مطلق من (کره‌ای: 절대 그이; لاتین‌نویسی اصلاح‌شده: Jeoldae Geui) یک مجموعه تلویزیونی کره جنوبی سال ۲۰۱۹ بر پایهٔ مانگای دوست‌پسر مطلق از یو واتاسه است و یو جین گو، بانگ مین آه و هونگ جونگ هیون در آن به ایفای نقش پرداختند. این مجموعه از ۱۵ مه تا ۱۱ ژوئیه ۲۰۱۹، روزهای چهارشنبه و پنجشنبه ساعت ۲۲:۰۰ (کی‌اس‌تی) از اس‌بی‌اس برای ۱۶ قسمت روی آنتن رفت. دوست‌پسر مطلق من، سومین درام تلویزیونی اقتباسی از این مانگا است و پیش از این در ژاپن و تایوان اقتباس شده بود.
این مجموعه با عنوان دوست‌پسر مطلق (Absolute Boyfriend) در ویکی در کشورهای انگلیسی زبان در دسترس است، اما در کره جنوبی و نتفلیکس در آسیا با عنوان رسمی انگلیسی دوست‌پسر مطلق من (My Absolute Boyfriend) به کار می‌رود.

## بازیگران

### اصلی
- یو جین گو در نقش صفر نُه (یونگ گو)[۶]
- بانگ مین آه در نقش اوم دا دا[۷]
- هونگ جونگ هیون در نقش ما وانگ جون[۸] و صفر ده

## تولید
- عنوان این مجموعه قبلاً پادشاه کمدی رمانتیک بود و قرار بود که از اوسی‌ان روی آنتن برود اما کنسل شد.[۹]
- نقش‌های اصلی اوم دا دا و ما وانگ جون در ابتدا به سونگ جی هیو و چون جونگ میونگ پیشنهاد شده بود، اما هر دوی آنها رد کردند.[۹]
- اولین جلسهٔ فیلمنامه خوانی در ۲۲ ژوئن ۲۰۱۸ انجام شد و فیلم‌برداری در ژوئیه آغاز شد.[۱۰]